# 1646

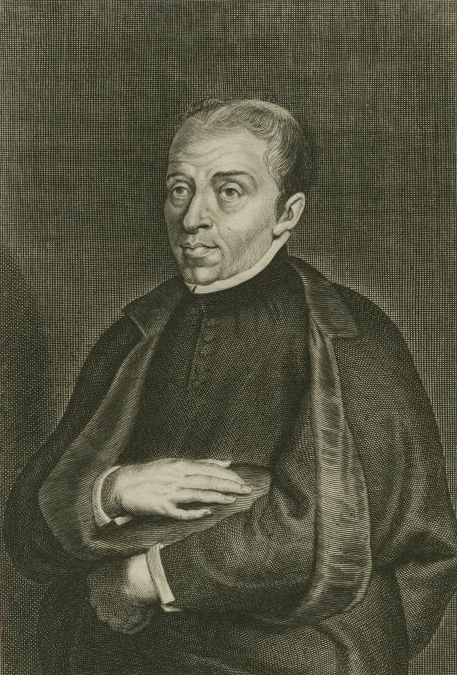
Duarte Lobo, compositor português (c.1565–1646).

- Wikisource

| Calendário gregoriano                                                        | 1646 MDCXLVI                         |
| Ab urbe condita                                                              | 2399                                 |
| Calendário arménio                                                           | 1095 – 1096                          |
| Calendário bahá'í                                                            | -198 – -197                          |
| Calendário budista                                                           | 2190                                 |
| Calendário chinês                                                            | 4342 – 4343 Início a 16 de fevereiro |
| Calendário copta                                                             | 1362 – 1363                          |
| Calendário etíope                                                            | 1638 – 1639                          |
| Calendários hindus - Vikram Samvat - Calendário nacional indiano - Cáli Iuga | 1701 – 1702 1567 – 1568 4746 – 4747  |
| Calendário Holoceno                                                          | 11646                                |
| Calendário islâmico                                                          | 1056 – 1057                          |
| Calendário judaico                                                           | 5406 – 5407                          |
| Calendário persa                                                             | 1024 – 1025                          |
| Calendário rúnico                                                            | 1896                                 |
| Calendário solar tailandês                                                   | 2189                                 |

1646 (MDCXLVI, na numeração romana) foi um ano comum do século XVII do Calendário Gregoriano, da Era de Cristo, e a sua letra dominical foi G (52 semanas), teve início numa segunda-feira e terminou também numa segunda-feira.
| Ano completo                         |
| ------------------------------------ |
| Ano comum com início à segunda-feira |

## Eventos

### Abril
- 24 de abril - Ocorre a Batalha de Tejucupapo, na atual cidade pernambucana de Goiana, no contexto da segunda das Invasões neerlandesas ao Brasil, entre forças neerlandesas e luso-brasileiras.

## Nascimentos
- 15 de abril - Rei Cristiano V da Dinamarca.
- 26 de abril - Rei Pedro II de Portugal.
- 1 de julho - Gottfried Wilhelm Leibniz, polímata alemão (m. 1716).

## Mortes
- 04 de fevereiro - Johannes Polyander, foi teólogo calvinista, Doutor em Teologia pela Universidade de Genebra (1590) e Professor da Universidade de Leiden (n. 1568).
- 24 de setembro - Duarte Lobo, compositor português (n. 1565).